# 불갑산 나들목
불갑산 나들목(Bulgapsan IC)은 전라남도 영광군 군서면 보라리, 영광읍 학정리에 설치된 서해안고속도로의 5-1번 나들목이다. 하이패스 전용 나들목이기 때문에 불갑산 하이패스 나들목이라고도 불리며, 영광휴게소 내에 설치되었다. 건설 당시 가칭은 영광 하이패스 나들목이었다. 목포방향 진출입로가 2021년 12월 29일에 먼저 개통되었고, 나머지 서울방향 진출입로는 2025년 5월 13일에 개통되었다.

## 연혁
- 2020년 2월 7일 : 2021년 12월까지 영광 하이패스 나들목 신설을 위해 전라남도 영광군 군서면 보라리 210m 구간 도로구역 변경[1]
- 2021년 10월 26일 : 2021년 12월까지 영광 하이패스 나들목 신설을 위해 전라남도 영광군 군서면 보라리 310m 구간 도로구역 변경[2]
- 2021년 12월 29일 : 영광휴게소 내에 불갑산 나들목으로 하이패스 나들목 목포 방향 진출입로 개통[3]
- 2025년 5월 13일 : 서울 방향 진출입로 개통[4]

## 구조물 정보
- 위치 : 전라남도 영광군 군서면 보라리, 영광읍 학정리

## 접속하는 도로
- 국도 제23호선 (함영로)
- 성지로